# 長安汽車

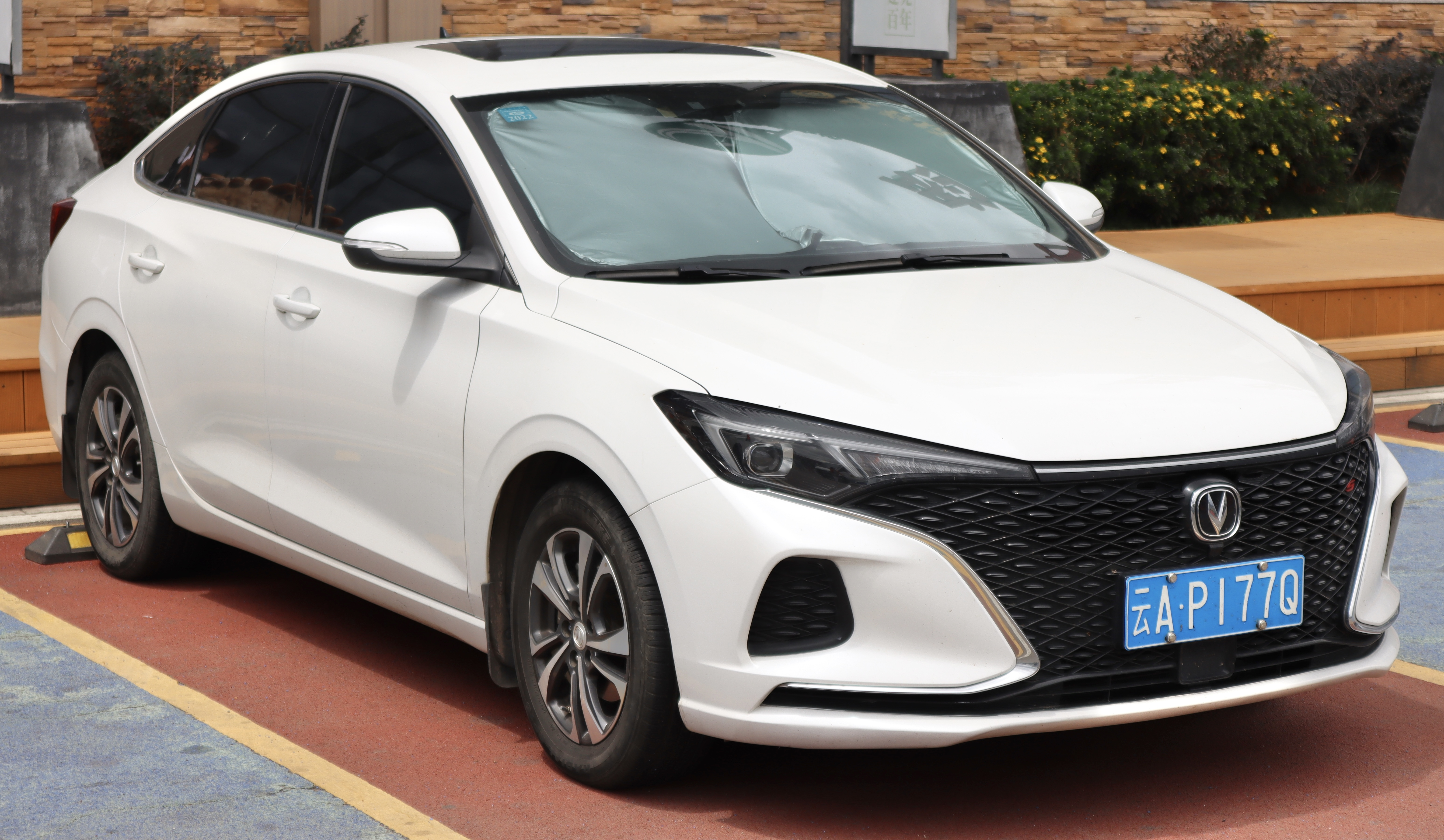
長安汽車 - 逸動plus

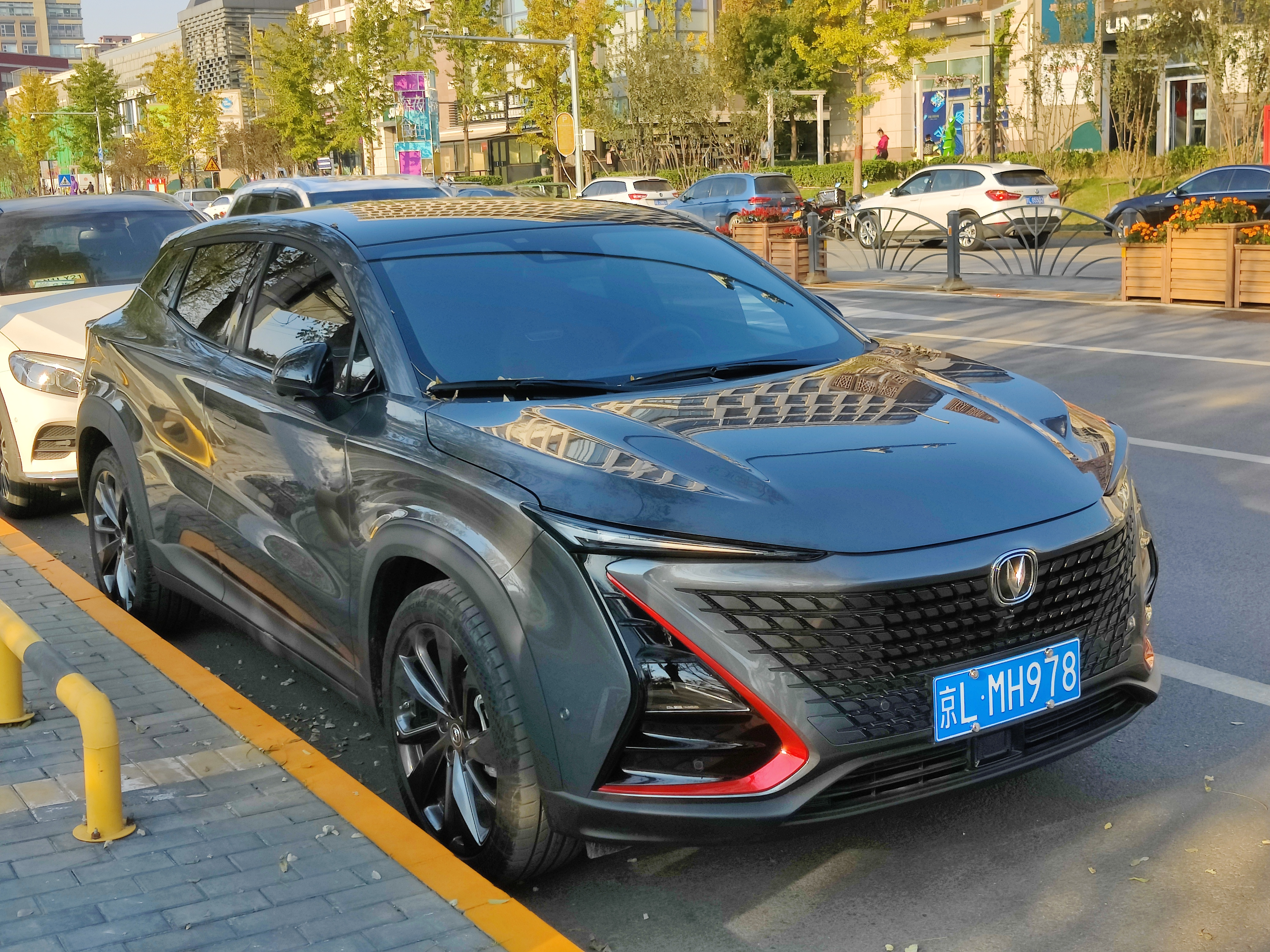
長安汽車 - UNI-T

重慶長安汽車股份有限公司（英語名：Changan Automobile Co., Ltd. ）は、深圳証券取引所に上場する、中国の自動車メーカーである。本拠地は重慶市。
2024年にはグループ全体で約268万台を販売し、第一汽車、東風汽車、上海汽車、奇瑞汽車と共に、中国自動車メーカーの「ビッグ5」の内の1社である。軍需企業の中国南方工業集団に属しており、複数の海外自動車メーカーと合弁事業を結んでいる。

## 歴史

### 起源
清朝時代の1862年に上海で李鴻章が設立した、武器製造の官営工場である「上海洋砲局」をルーツとする。1865年に南京に移転後、「金陵兵工廠」として中国最大の武器工場に成長した。1937年、日中戦争の勃発により重慶に移転。

### 自動車生産の開始
中華人民共和国成立後の1957年にはジープ型車両の製造を開始し、自動車分野への参入を開始した。（当時の名称は「長安機械製造廠」）

### スズキとの提携
鄧小平による改革開放政策のもと、1984年にスズキと提携を開始し、1993年にはスズキとの合弁で長安鈴木汽車を設立した。
1996年、「重慶長安汽車股份有限公司」として深圳証券取引所に上場。

### 合弁多角化
2001年にはフォード・モーターと合弁で長安フォード汽車（長安福特汽車有限公司）を設立した。
2004年には同じ中国国内で江鈴汽車と合弁でスポーツ・ユーティリティ・ビークル（SUV）を専門に扱う陸風汽車 (Landwind) ブランドを設立。
2005年、Landwindブランドで中国の自動車メーカー初のヨーロッパ進出を果たす。
2006年4月にはマツダも合弁に加わって長安フォードマツダ汽車（長安福特馬自達汽車有限公司、CFMA）となった。しかし、フォードとマツダの資本提携解消後の2012年11月30日、CFMAは政府機関の承認を得て長安マツダ汽車と長安フォード汽車の2社に存続分立された。
2009年には中国航空工業集団公司傘下であった昌河汽車と哈飛汽車を買収した。
2010年、フランスのPSA・プジョーシトロエンと合弁で長安PSAを設立。PSA・プジョーシトロエンは既に東風汽車とも提携を結んでいるので、これで中国メーカー2社目となる。

### 電動車への転換
2018年以降、中国政府の新エネルギー車政策を背景に電動化へ注力。新規ブランドを複数設立した。2025年までにすべての販売車両をBEVまたはPHEVとすることを目標としている。
2018年、スズキとの合弁を解消。中国市場で小型車の需要が減少していることが主な要因。
2020年、PSA・プジョーシトロエンとの合弁を解消し、長安PSAを宝能汽車へ売却。
2025年5月、自社初の新エネルギー車の海外工場がタイ・ラヨーン県で稼働開始。

## ブランド

### Changan
長安汽車の主力ブランド。エントリークラスから中間価格帯の乗用車を販売する。セダン、SUV、ピックアップトラックと幅広く取り扱う。

### Changan Nevo（啓源）
2023年に設立。エントリークラスのBEV・PHEVを中心に取り扱う。

### Deepal（深藍）
2018年に設立。BEV・PHEVブランド。

### Avatr（阿维塔）
2018年に設立。プレミアムBEV・PHEVブランド。

### Kaicene（凯程）
商用車専門ブランド。過去には「Chana」ブランドとしても販売。

## 主な車種一覧

### 乗用車

#### UNIシリーズ

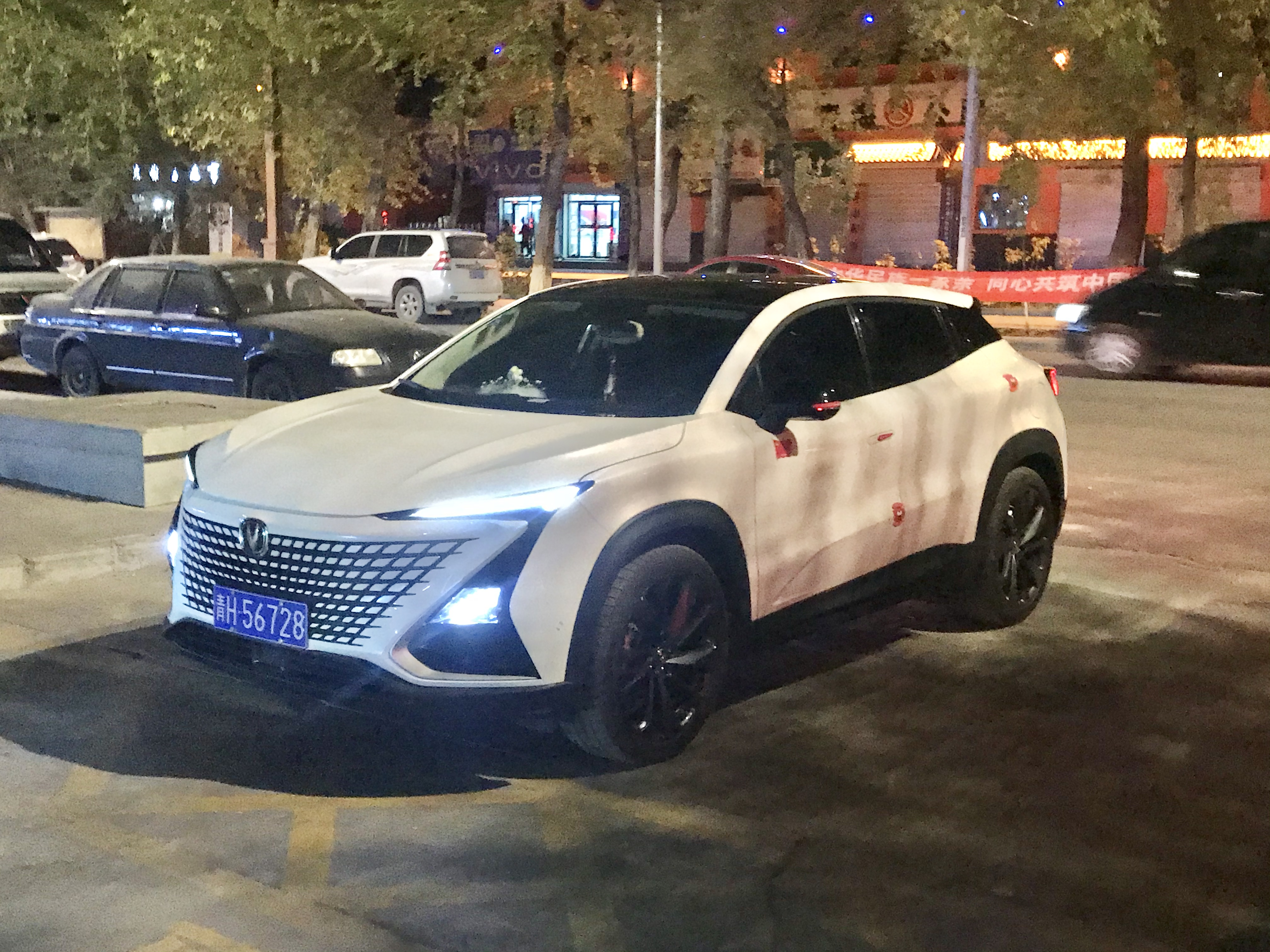
UNI-T
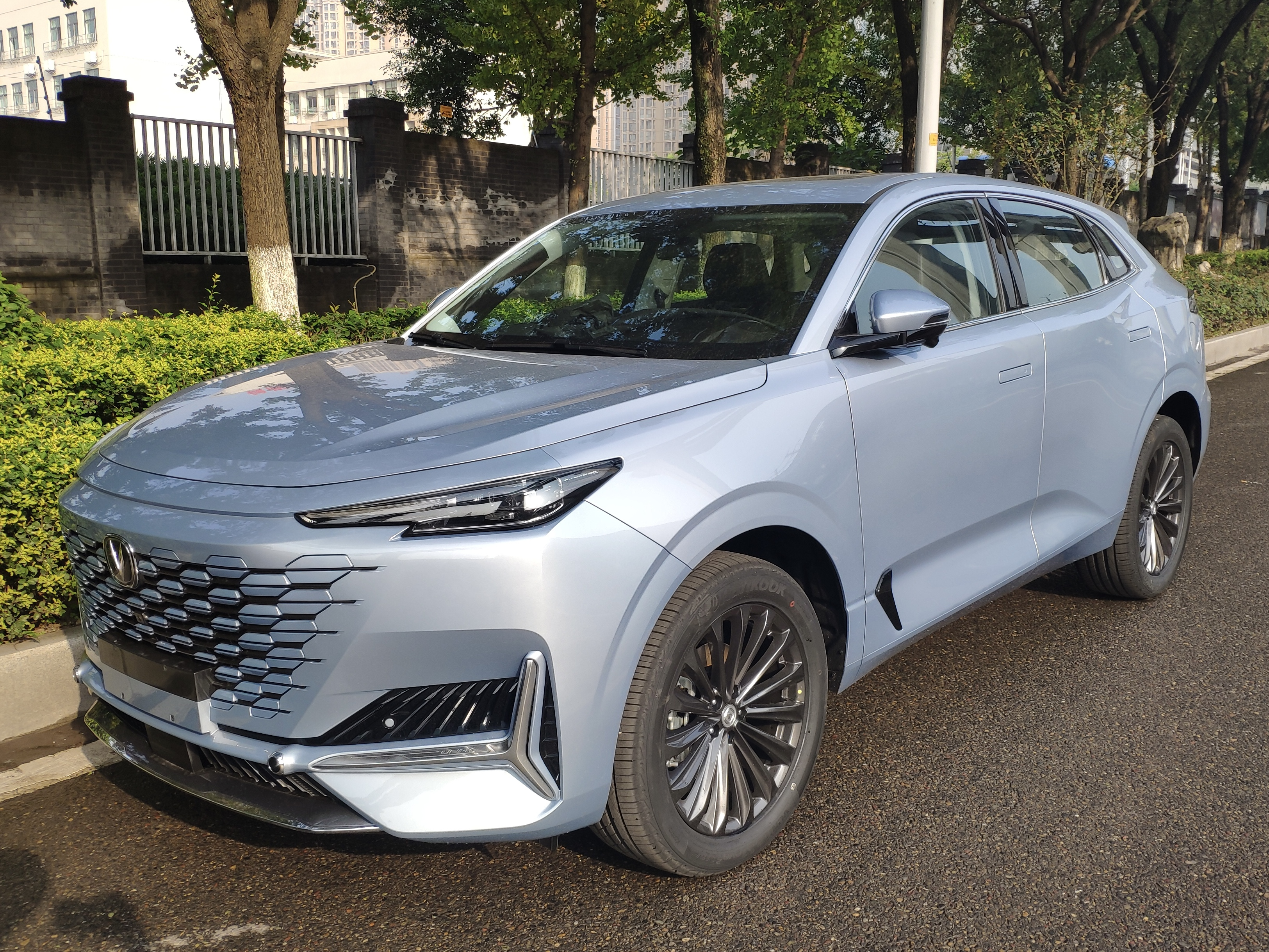
UNI-K
- UNI-V

- UNI-T
- UNI-K

#### CSシリーズ
SUVを中心として展開されているシリーズ。

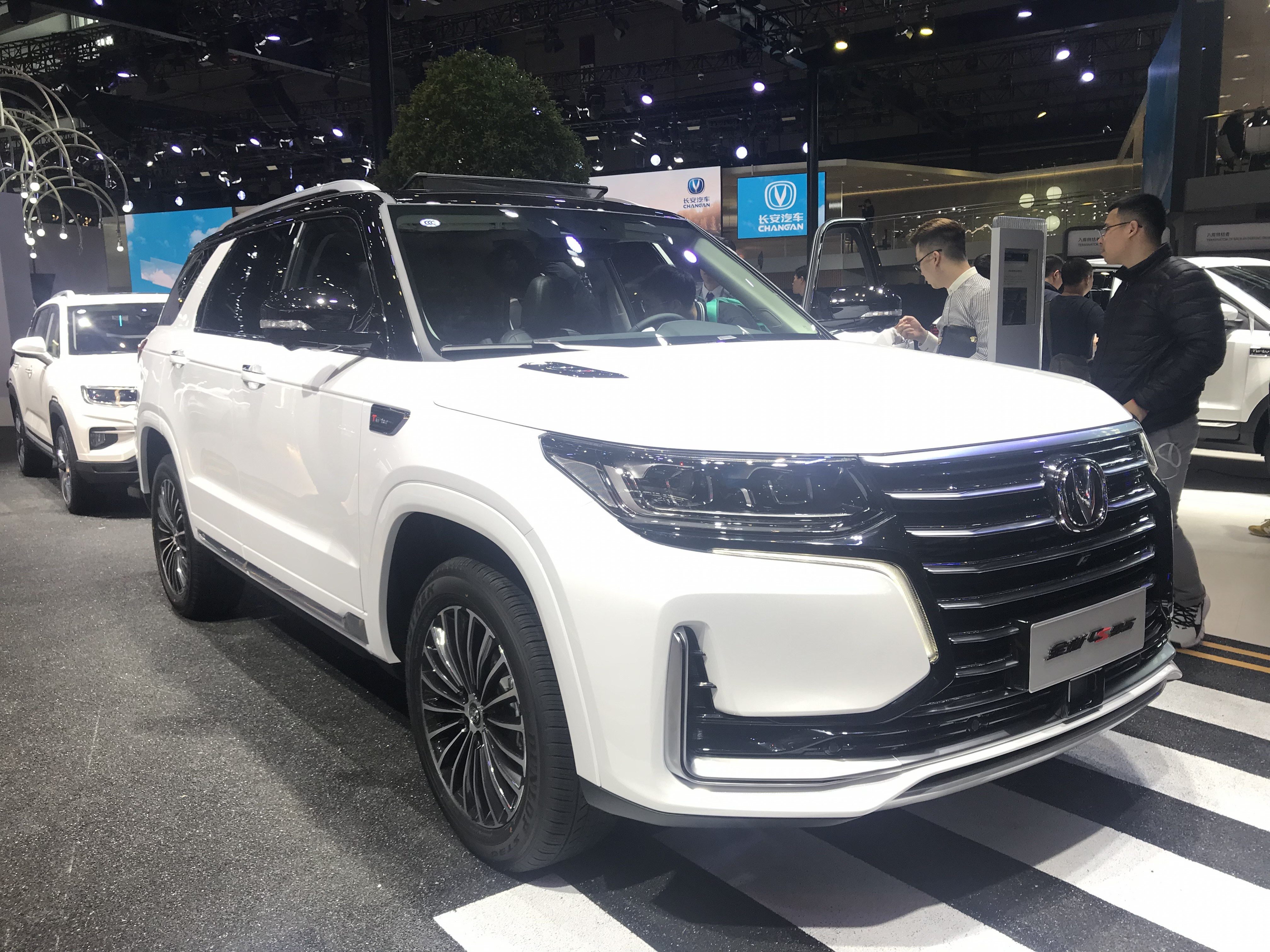
CS95
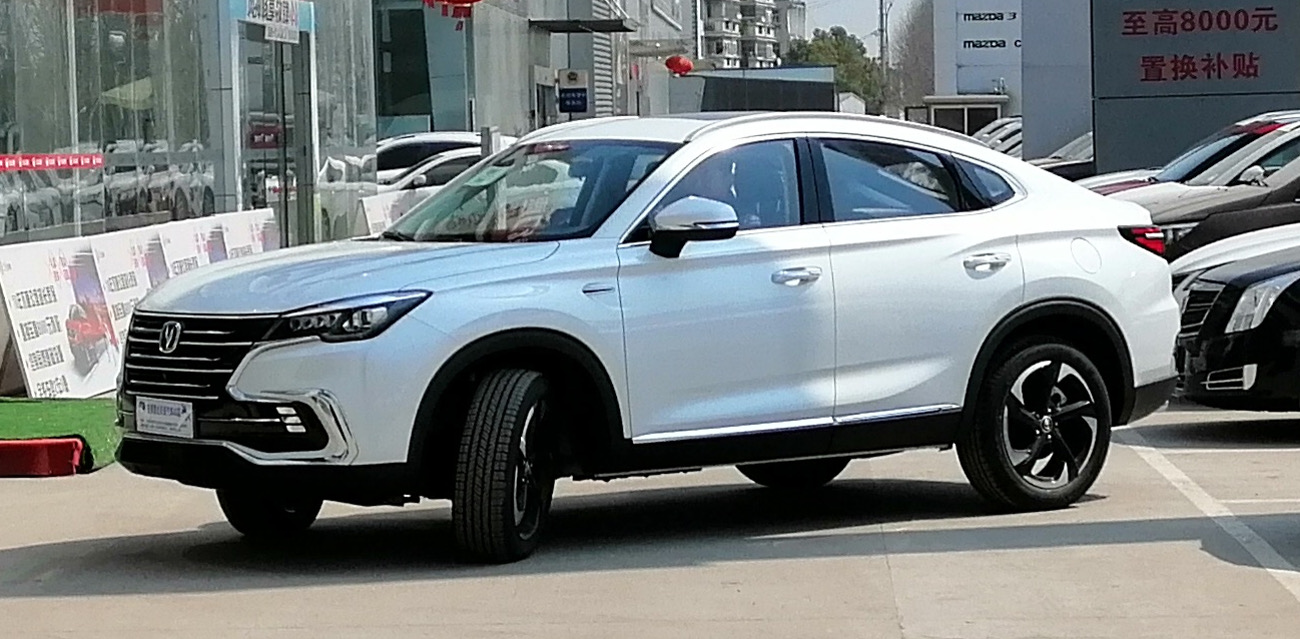
CS85
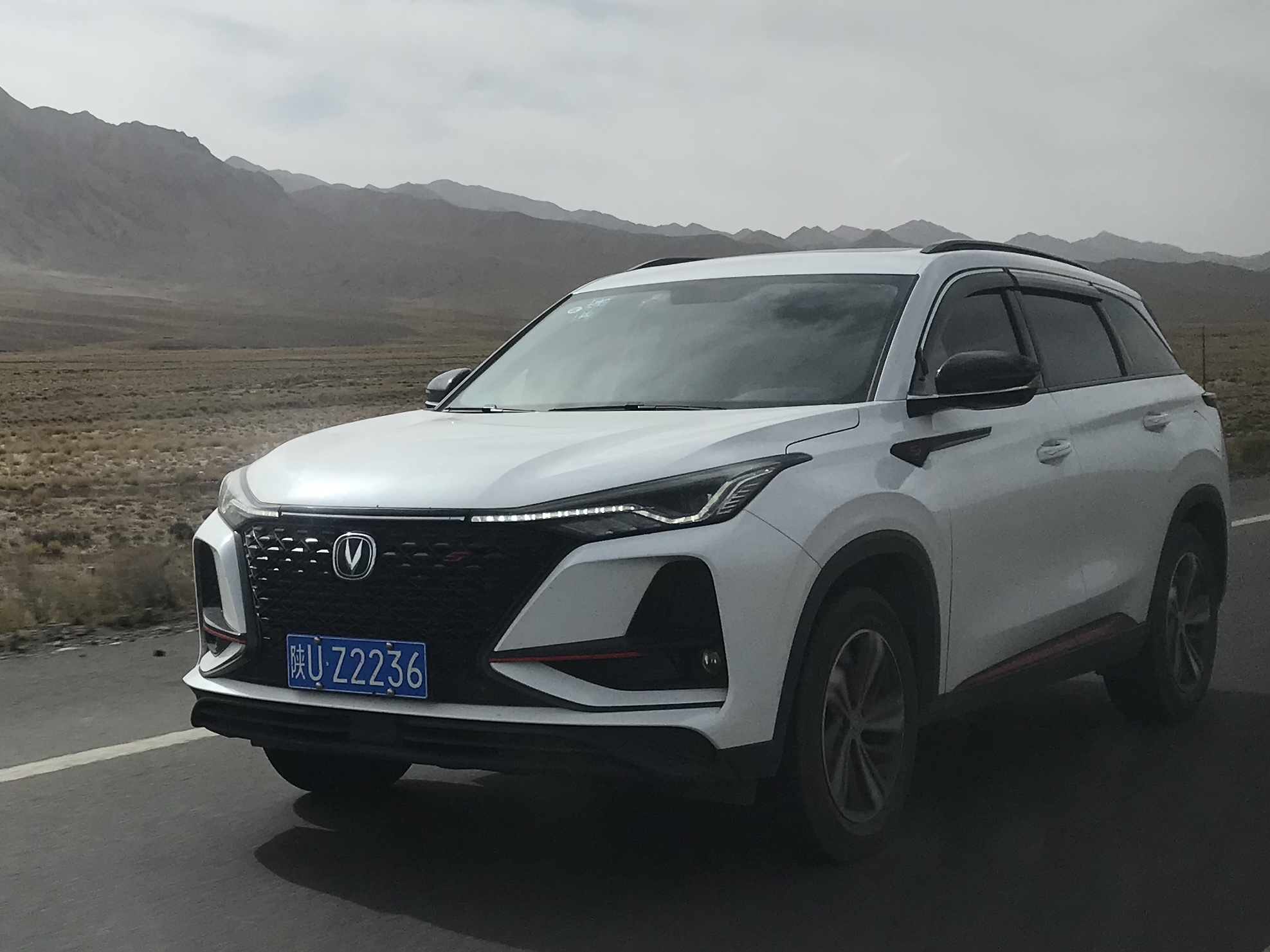
CS75
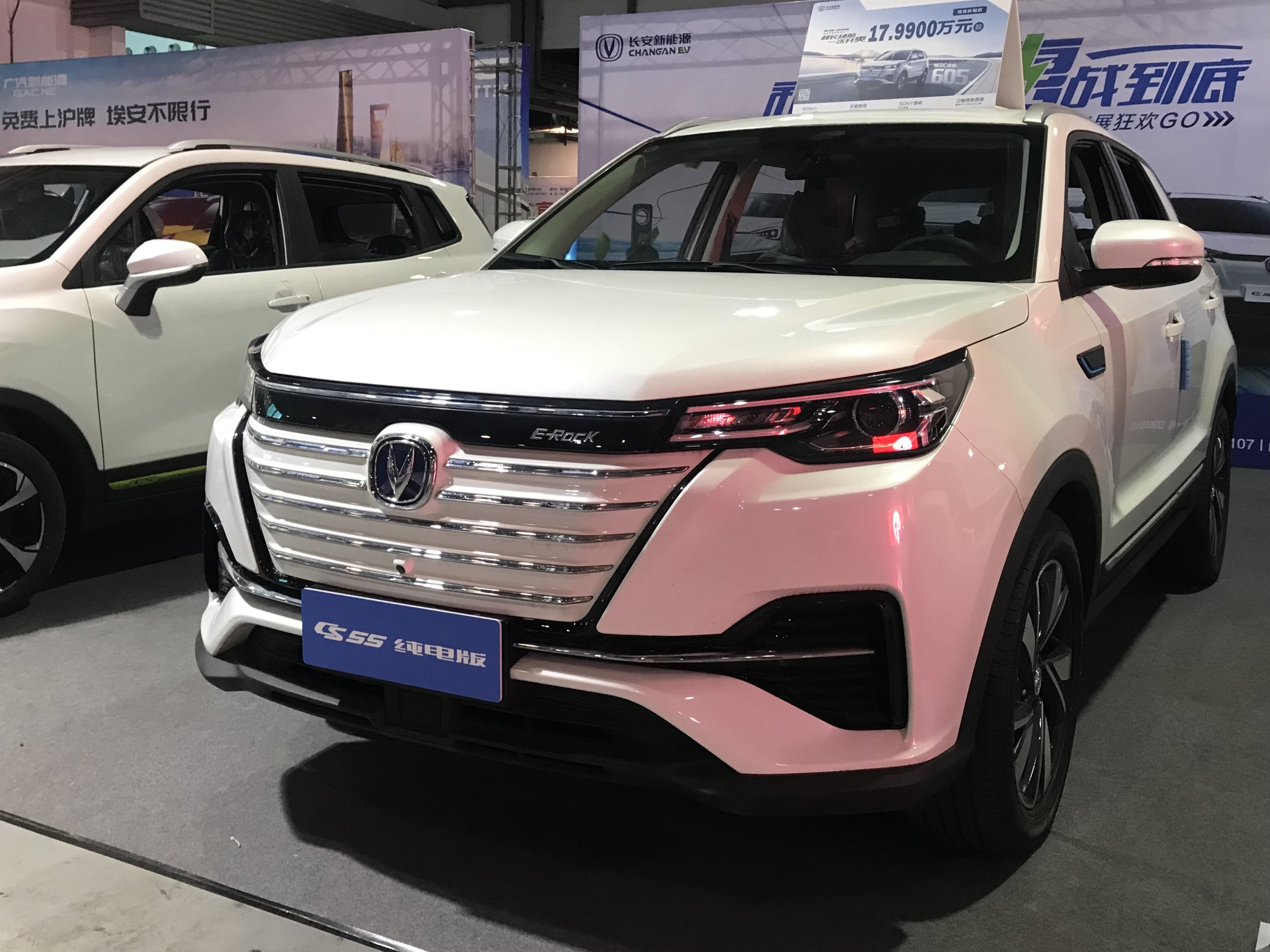
CS55
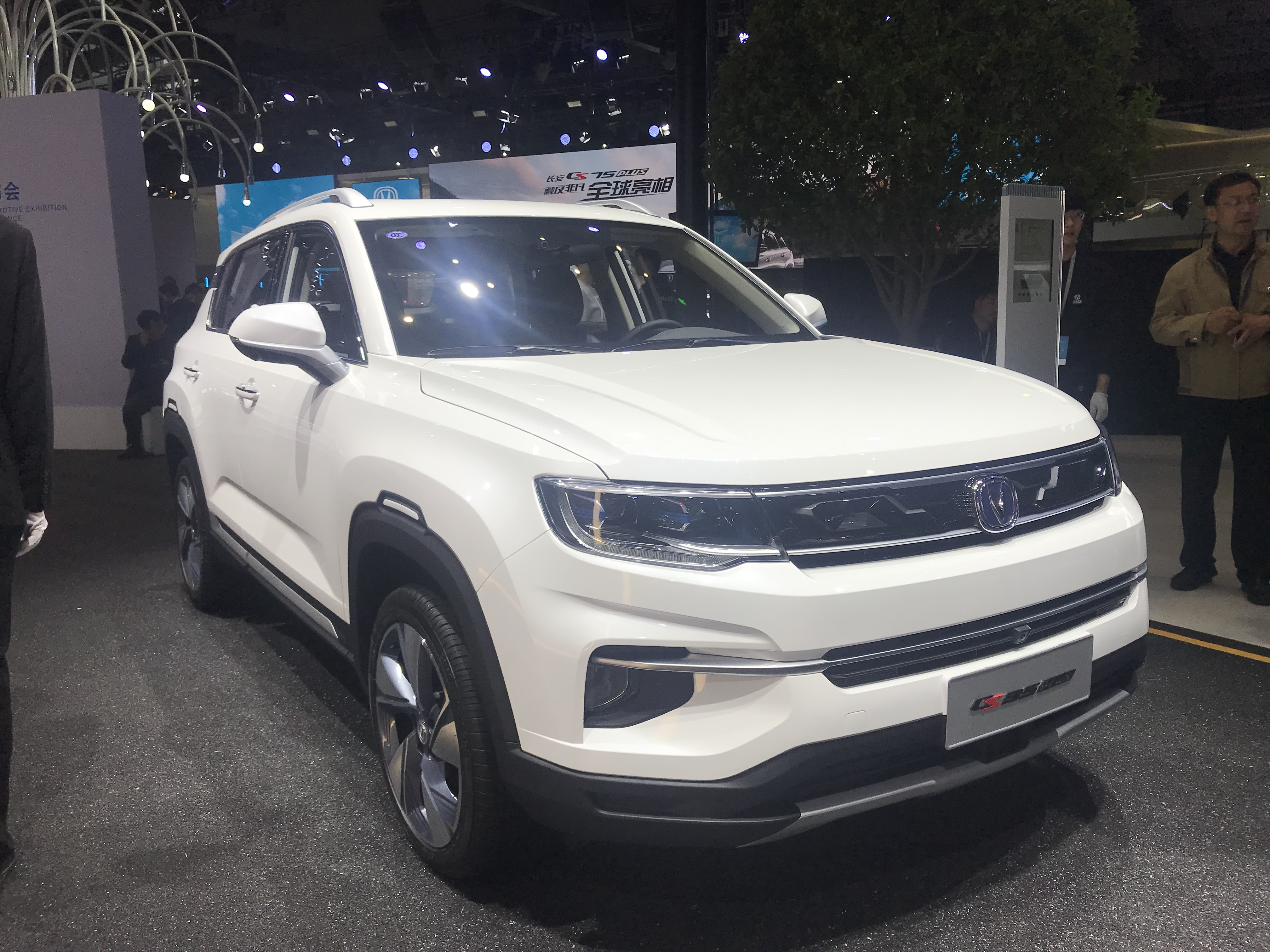
CS35
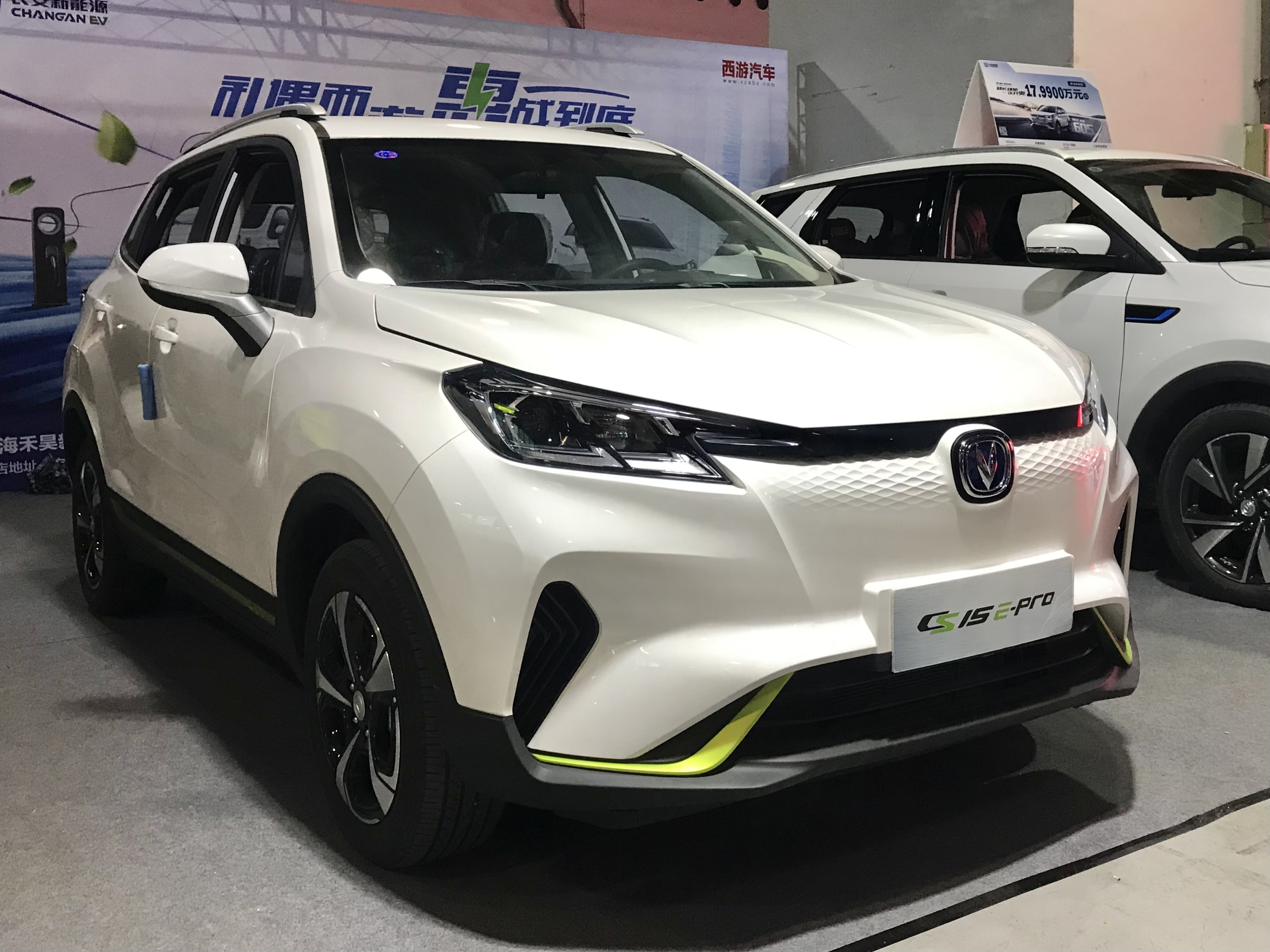
CS15

- CS95
- CS85
- CS75 Plus
- CS55 EV
- CS35 Plus
- CS15 E-Pro

#### EADOシリーズ
セダンを中心として展開されているシリーズ。

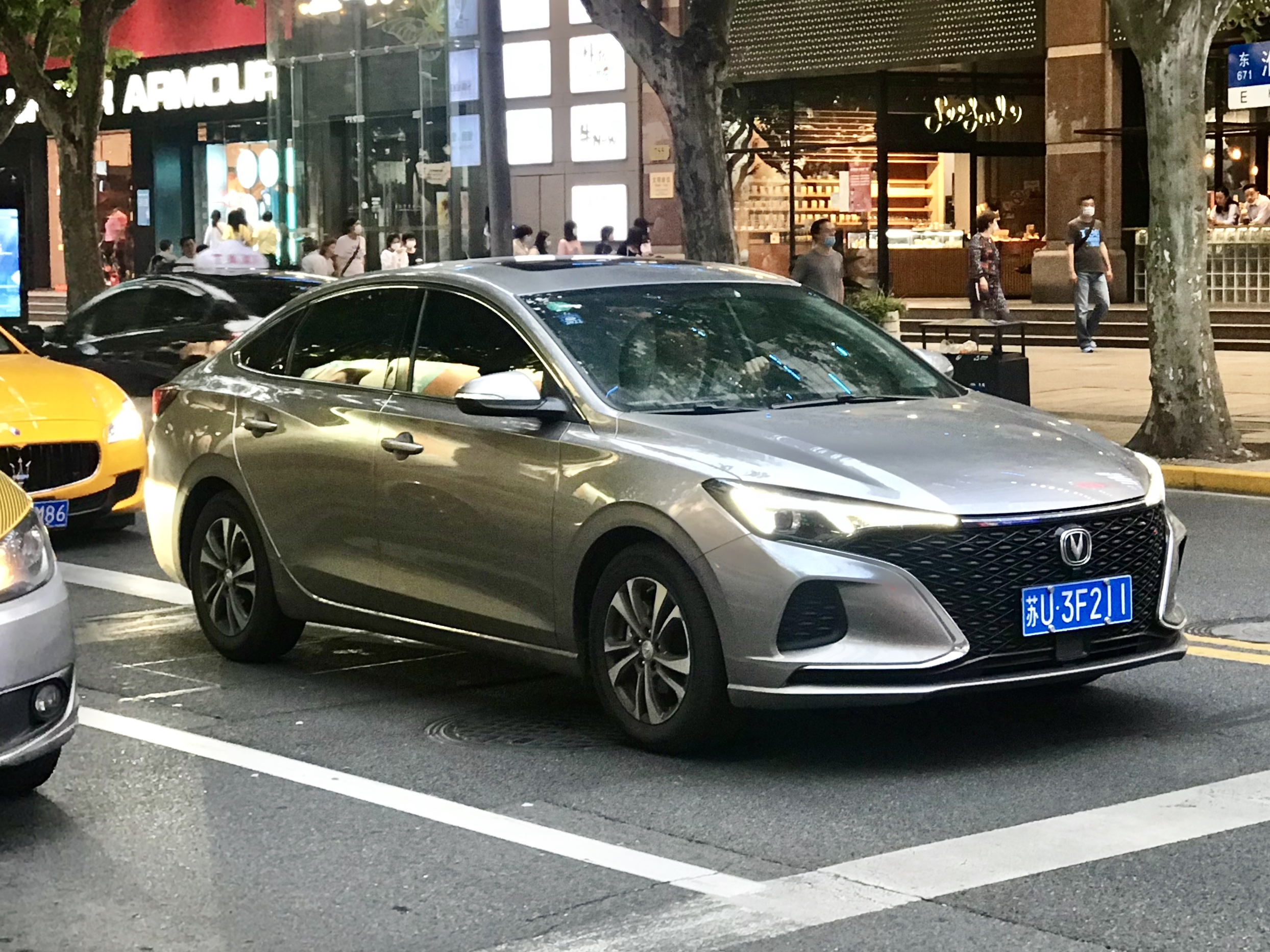
EADO EV-460
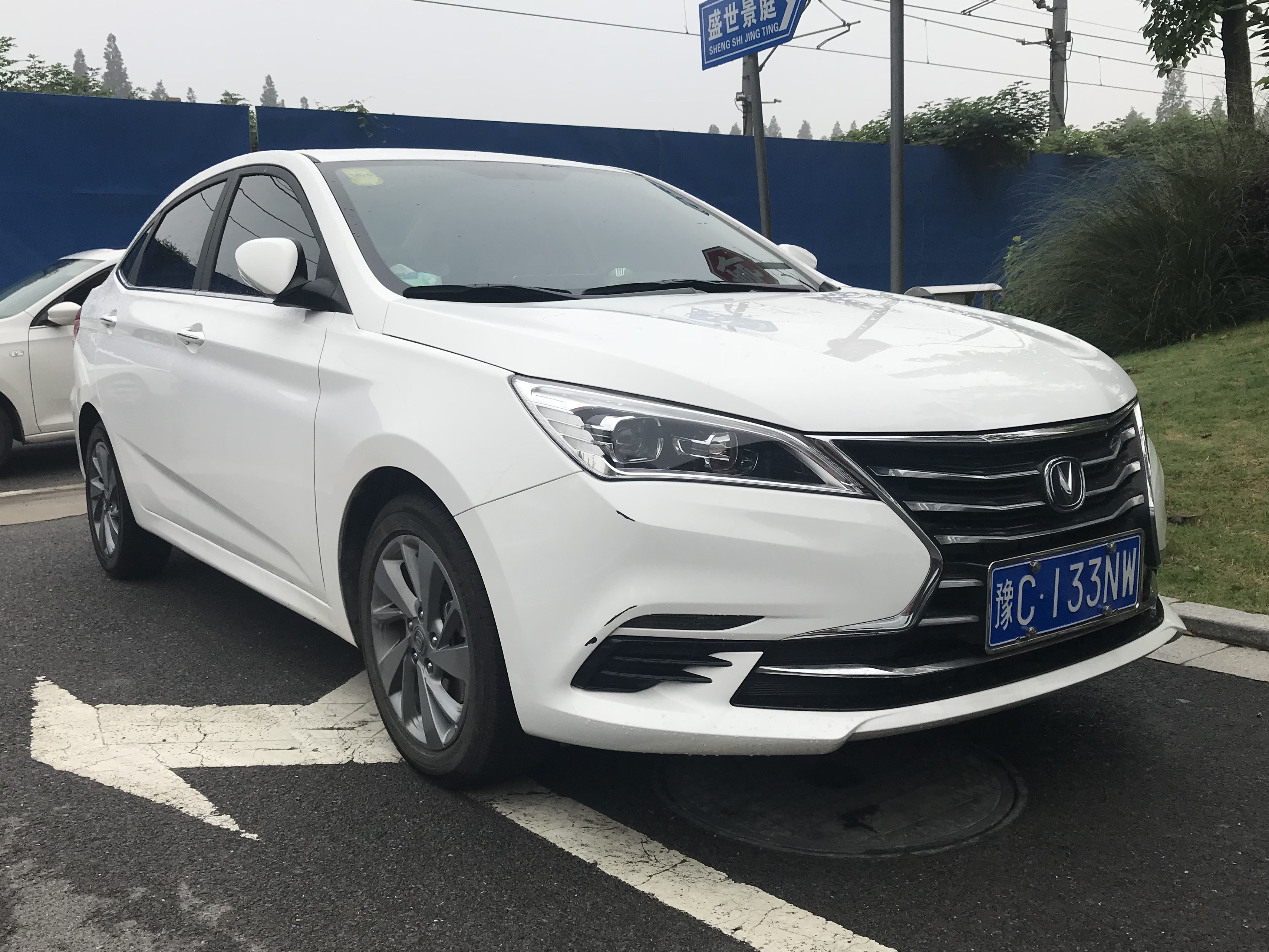
EADO DT
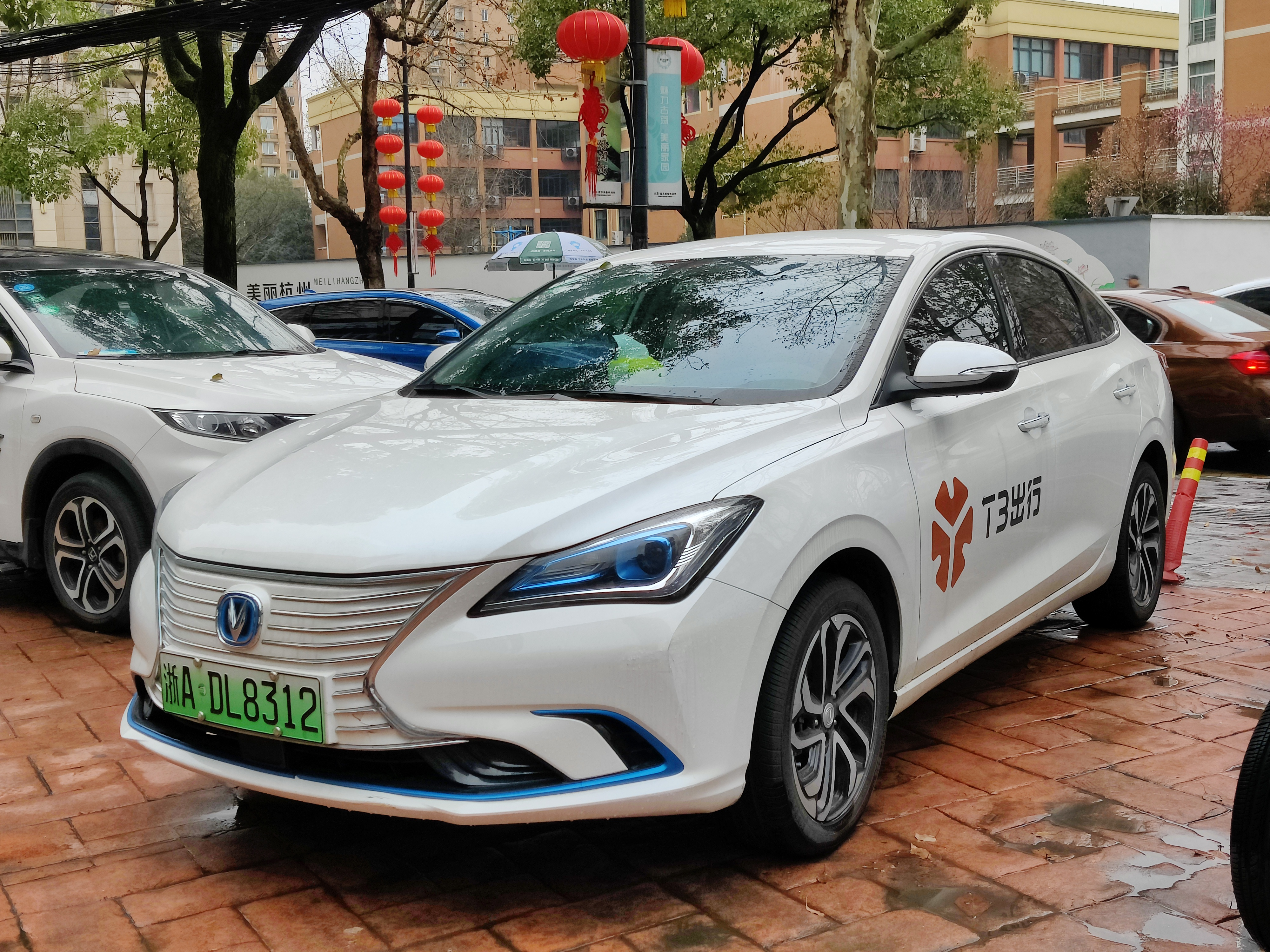
EADO Plus

- EADO Plus
- EADO DT
- EADO EV

#### その他

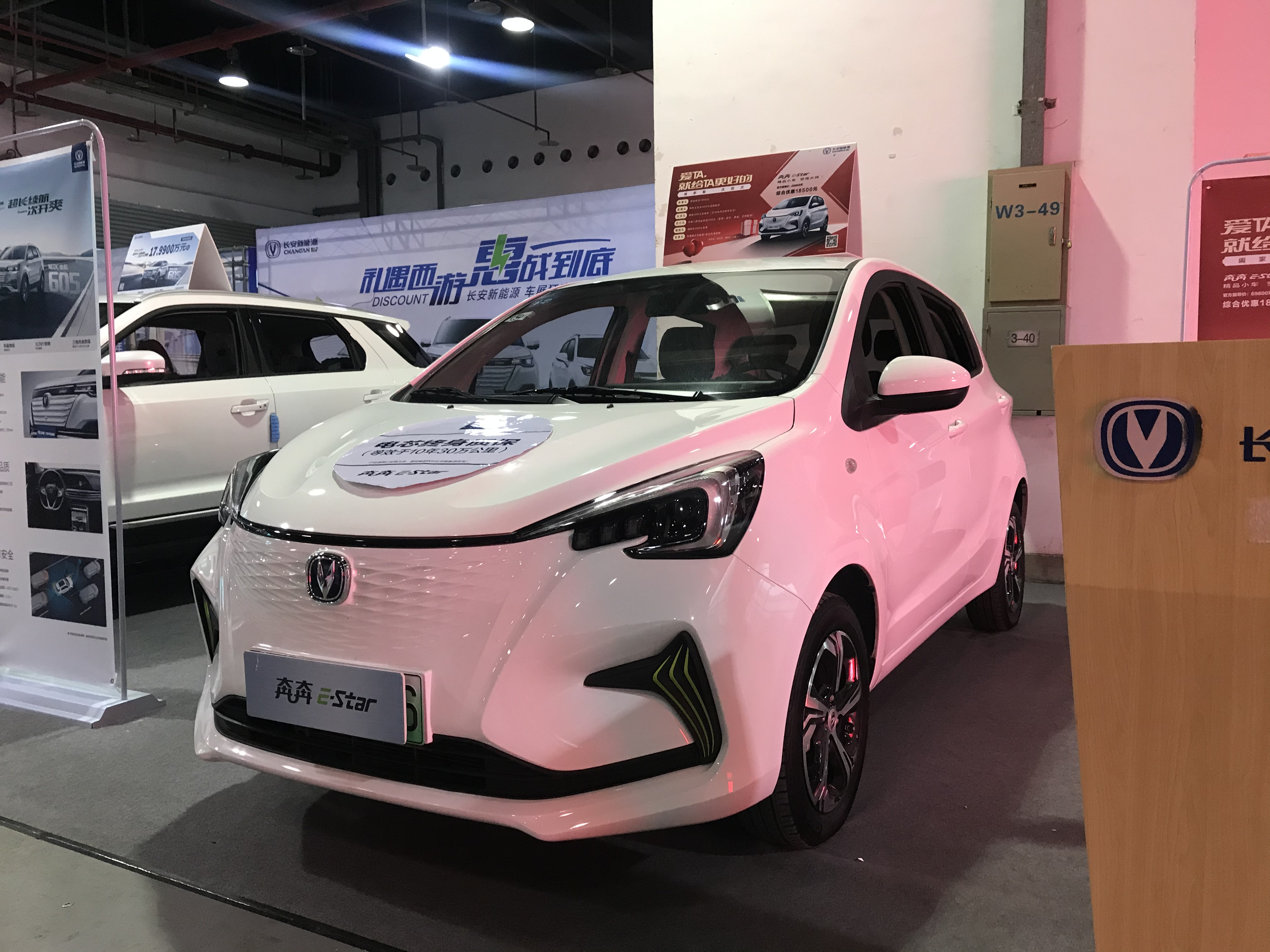
BenBen E-Star
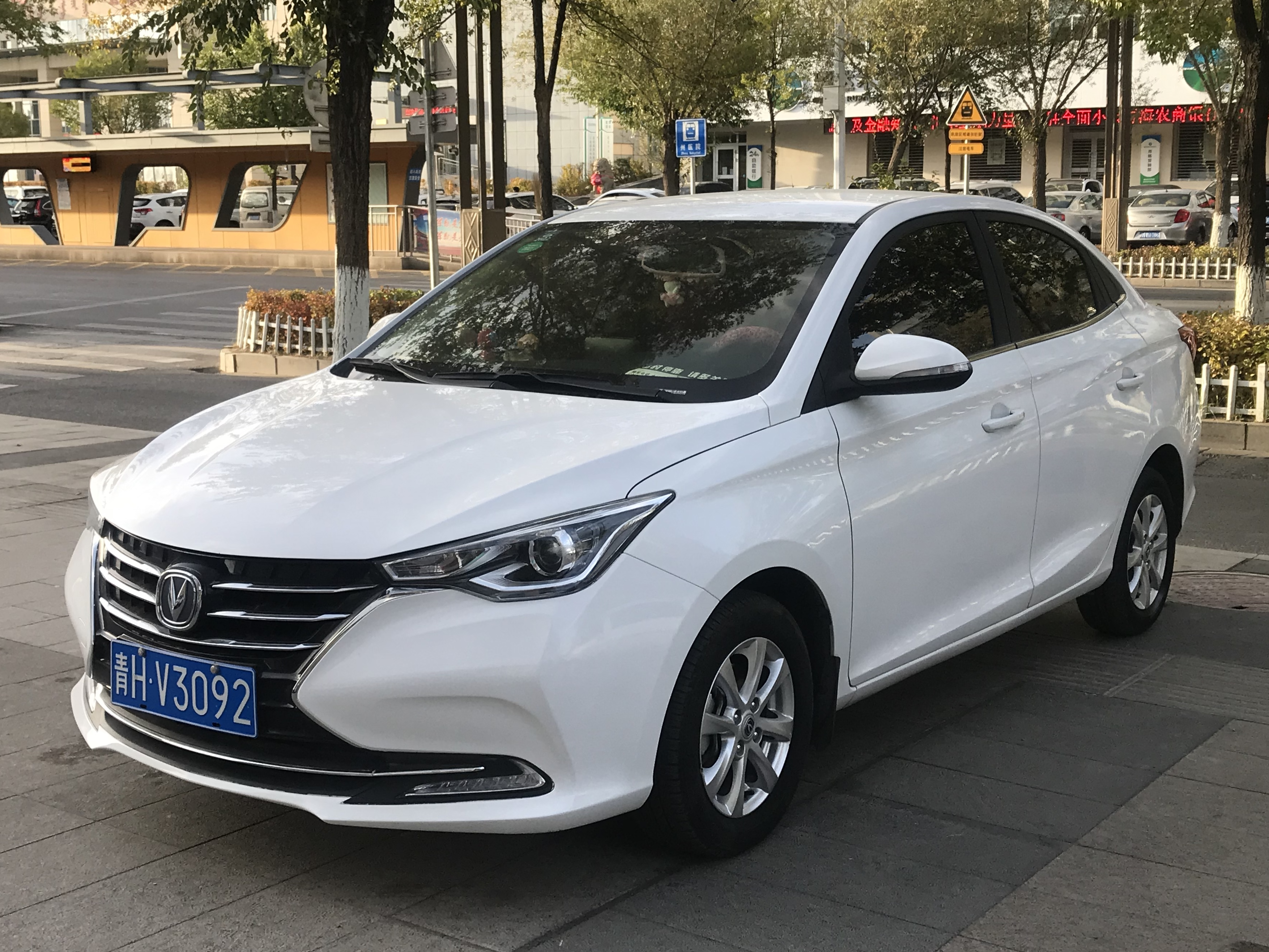
Alsvin
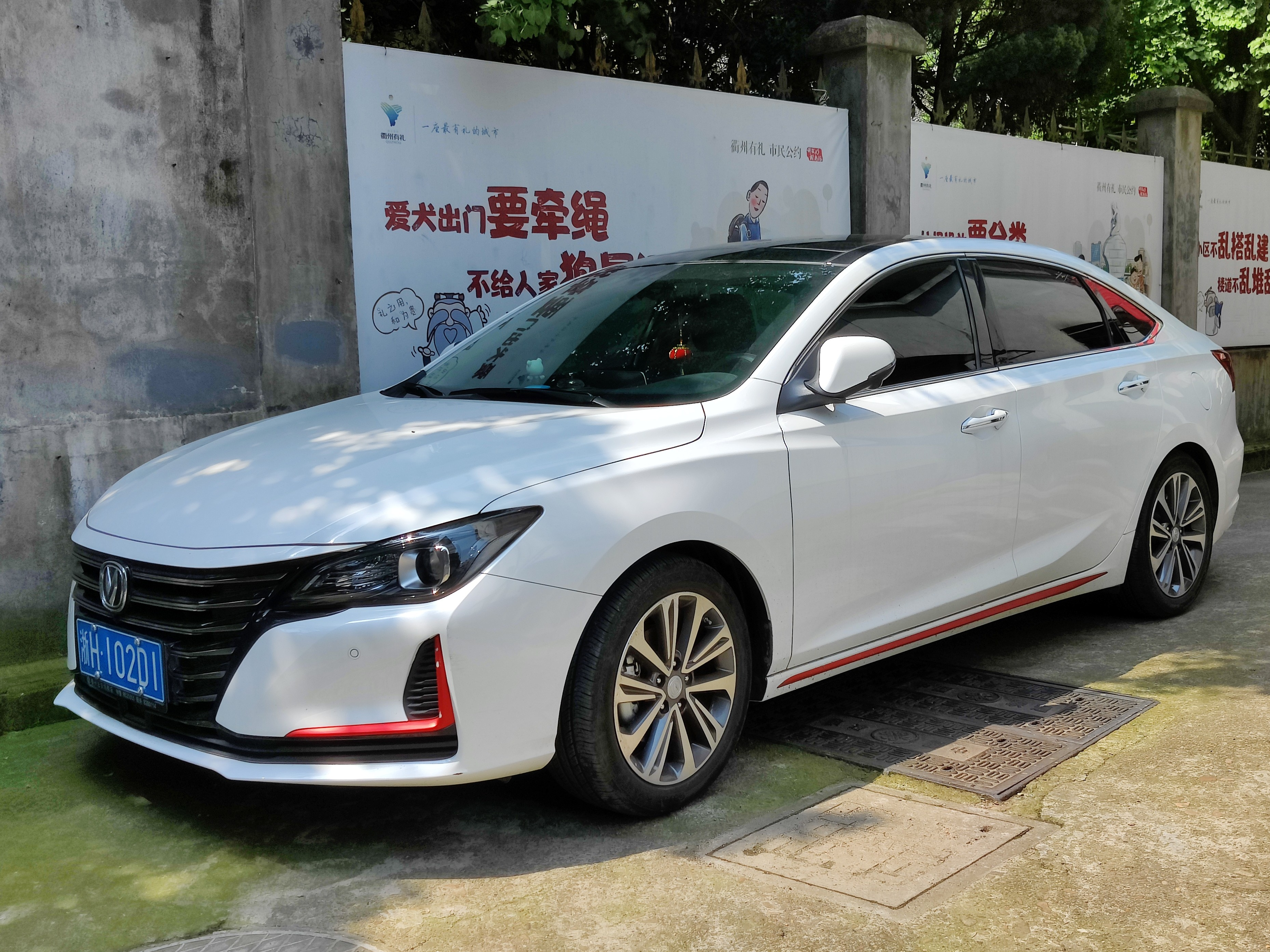
Raeton CC

- BenBen E-Star
- Alsvin(2世代)
- Raeton CC

### 商用車
- CM8
- 長安・スターS460（英語版）
- 長安・スター（英語版）
- スターライト
- Eulove
- 長安・オナー（英語版）

## 合弁企業
- 長安フォード汽車（フォード・モーターとの合弁）
- 長安マツダ汽車（マツダとの合弁）
- 江西江鈴控股有限公司（江鈴汽車との合弁）

### 合弁解消
- 長安鈴木汽車（スズキとの合弁、2018年9月合弁解消）
- 長安プジョーシトロエン（PSA・プジョーシトロエンとの合弁、2020年に宝能汽車が買収）